# أوردة دوارية
يشار للأوردة الدوارية سريرياً كأوردة دوامية، تصب في مشيمية العين. من المعروف أن عدد الأوردة الدوامية يتراوح بين 4 إلى 8. في معظم الحالات يوجد وريد دوامي واحد على الأقل في كل ربع دائرة. في العادة، يمكن مراقبة مداخل الأوردة الدوامية في مخارج الطبقة الخارجية للمشيمية (الصفيحة الوعائية) وتوفير معالم سريرية هامة تحدد خط استواء العين.
بعض الأوردة الدوارية تصب في الأوردة المدارية  العلوية ومن ثم في الجيوب الأنفية الكهفية. تصب بعض الأوردة المدارية في الوريد المداري السفلي والتي تصب بدورها في الضفيرة الجناحية. ثمة تداول جانبي بين الأوردة المدارية العليا والسفلى.

## صور إضافية

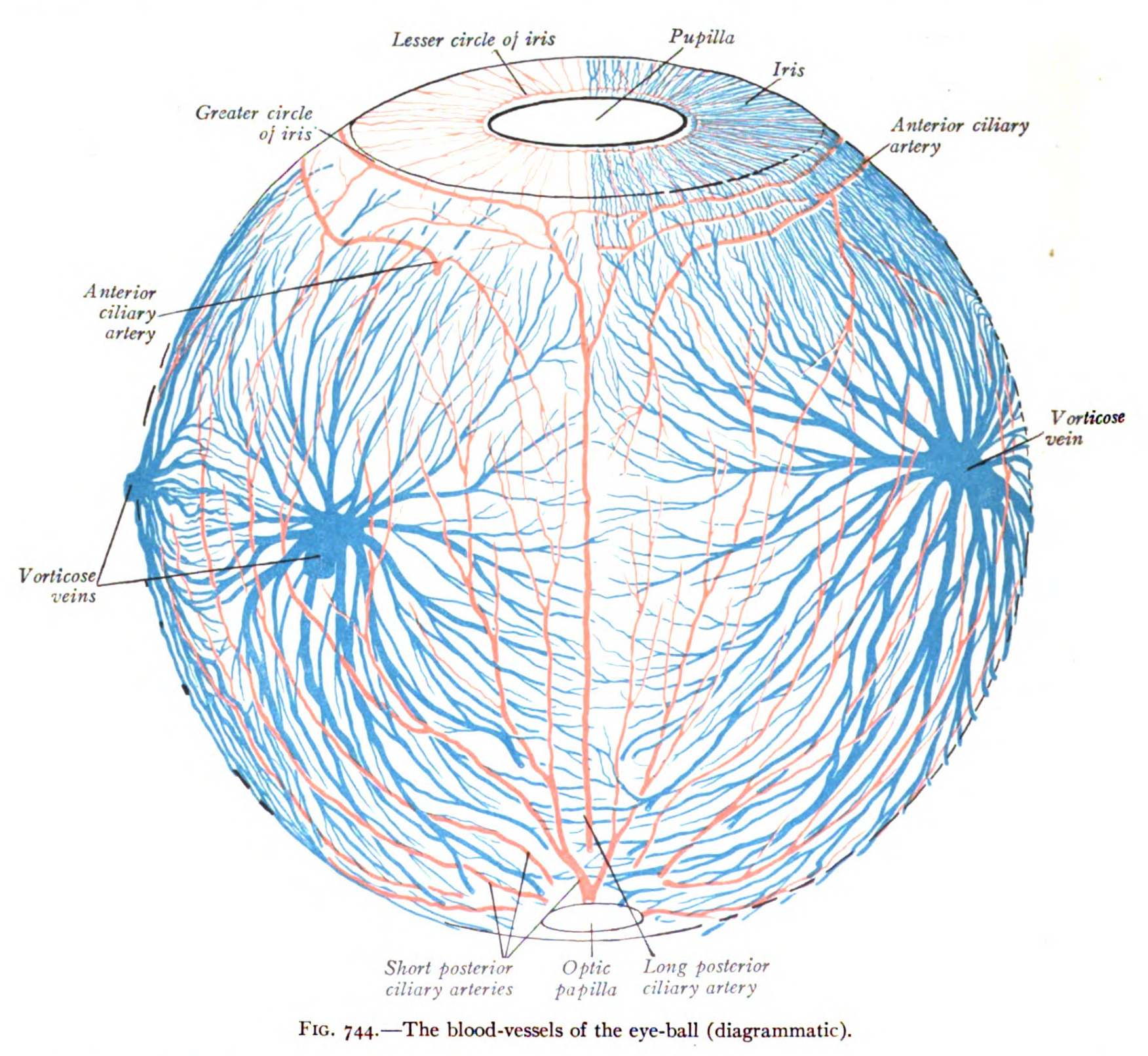
الأوعية الدموية في مقلة العين (رسم تخطيطي).